# 1924 no desporto

## Eventos
- 4 de maio - Abertura dos VIII Jogos Olímpicos em Paris.

### Alpinismo
- 8 de junho - George Mallory e Andrew Irvine partem rumo ao cume do Everest e desaparecem na neblina. Nunca se soube se chegaram ou não.

### Automobilismo
- 30 de maio - A dupla Joe Boyer e Lora L.Corum vence as 500 Milhas de Indianápolis.

### Futebol
- 26 de março - Fundação do Club Athletico Paranaense, clube de futebol do Brasil.
- 20 de abril - Fundação do clube Clube Atlético Juventus mais conhecido como moleque travesso e Juventus da Mooca.
- 8 de junho - O Sporting Clube Olhanense vence o Campeonato de Portugal em futebol, derrotando o Futebol Clube do Porto por 4-2 na final, disputada no Estádio do Campo Grande em Lisboa.
- 12 de outubro - O Avaí Futebol Clube é campeão catarinense pela primeira vez.[1]

### Xadrez
- 6 de março a 18 de abril - Torneio de xadrez de Nova Iorque de 1924, vencido por Emanuel Lasker.[2]
- 12 de julho a 20 de julho - Torneio de xadrez de Paris de 1924, fundação da FIDE e primeira Olimpíada de xadrez (não oficial).[3]

## Nascimentos
| Data         | Nome                 | Profissão                          | Nacionalidade | Observações | Ref   |
| ------------ | -------------------- | ---------------------------------- | ------------- | ----------- | ----- |
| 3 de maio    | Ken Tyrrell          | automobilista e fundador da equipe | Reino Unido   | m. 2001     | [ 4 ] |
| 26 de junho  | Juan Gómez           | futebolista                        | México        | m. 2009     | [ 5 ] |
| 22 de agosto | Juan Carlos González | futebolista                        | Uruguai       | m. 2010     | [ 6 ] |

## Mortes
| Data       | Nome           | Profissão | Nacionalidade | Observações | Ref |
| ---------- | -------------- | --------- | ------------- | ----------- | --- |
| 8 de junho | George Mallory | alpinista | Inglaterra    | n. 1886     |     |
| 8 de junho | Andrew Irvine  | alpinista | Inglaterra    | n. 1902     |     |